# کیران بادلو
کیران بادلو (هلندی: Kiran Badloe; ۱۳ سپتامبر ۱۹۹۴) قایقران قایق بادبانی اهل هلند بود.